# Naomi Shohan
Naomi Shohan (1954) è una scenografa statunitense.

## Filmografia
- The BodySculpture System - video, regia di C.W. Cressler (1986)
- Open House, regia di Jag Mundhra (1988)
- Screwball Hotel, regia di Rafal Zielinski (1988)
- Framed - film TV (1990)
- Talkin' Dirty After Dark, regia di Topper Carew (1991)
- Zebrahead, regia di Anthony Drazan (1992)
- Nervous Ticks (1992), regia di Rocky Lang
- Sulla strada per morire (The Switch) - film TV (1993)
- In fuga per la libertà (Nowhere to Hide) - film TV (1994)
- Il rovescio della medaglia (White Man's Burden), regia di Desmond Nakano (1995)
- Nightjohn - film TV (1996)
- Due mariti per un matrimonio (Feeling Minnesota), regia di Steven Baigelman (1996)
- Playing God, regia di Andy Wilson (1997)
- Costretti ad uccidere (The Replacement Killers), regia di Antoine Fuqua (1998)
- Accade a Selma (Selma, Lord, Selma) - film TV (1999)
- Killing Mrs. Tingle, regia di Kevin Williamson (1999)
- American Beauty, regia di Sam Mendes (1999)
- Brutally Normal - sitcom (2000)
- Sweet November - Dolce novembre (Sweet November), regia di Pat O'Connor (2001)
- Training Day, regia di Antoine Fuqua (2001)
- L'ultima alba (Tears of the Sun), regia di Antoine Fuqua (2003)
- Constantine, regia di Francis Lawrence (2005)
- Partnerperfetto.com (Must Love Dogs), regia di Gary David Goldberg (2005)
- Io sono leggenda (I Am Legend), regia di Francis Lawrence (2007)
- Amabili resti (The Lovely Bones), regia di Peter Jackson (2009)
- L'apprendista stregone (The Sorcerer's Apprentice), regia di Jon Turteltaub (2010)
- The Miraculous Year - film TV (2011)
- Storia d'inverno (Winter's Tale), regia di Akiva Goldsman (2014)
- The Equalizer - Il vendicatore, regia di Antoine Fuqua (2014)
- The Walk, regia di Robert Zemeckis (2015)
- Ben-Hur, regia di Timur Bekmambetov (2016)
- Nelle pieghe del tempo (A Wrinkle in Time), regia di Ava DuVernay (2018)
- The Equalizer 2 - Senza perdono (The Equalizer 2), regia di Antoine Fuqua (2018)
- Emancipation - Oltre la libertà (Emancipation), regia di Antoine Fuqua (2022)
- The Equalizer 3 - Senza tregua (The Equalizer 3), regia di Antoine Fuqua (2023)